# Luis Moglia Barth
Luis Moglia Barth (12 aprile 1903 – Buenos Aires, 18 giugno 1984) è stato un regista cinematografico argentino.

## Filmografia parziale
- ¡Tango! (1933)
- El Dancing (1933)
- Amalia (1936)
- Santos Vega (1936)
- Goal (1936)
- Melgarejo (1937)
- Melodías porteñas (1937)
- El último encuentro (1938)
- Fanciulle innamorate (Doce mujeres) (1939)
- Con el dedo en el gatillo (1940)
- Cruza (1942)
- Hogar, dulce hogar (1943)
- María Rosa (1946)
- La senda oscura (1947)
- Juan Moreira (1948)
- La doctora Castañuelas (1950)
- Intermezzo criminal (1953)
- Dringue, Castrito y la lámpara de Aladino (1954)